# Lycée Notre-Dame-de-Toutes-Aides
Le groupe scolaire Notre-Dame-de-Toutes-Aides est un établissement privé d'enseignement primaire et secondaire général situé à Nantes (Loire-Atlantique), qui rassemble deux écoles primaires, un collège et un lycée général dans le quartier Doulon - Bottière. Il dépend administrativement des Pays de la Loire, de l'Académie de Nantes et de l'Évêché de Nantes. C'est l'un des plus gros établissements du département de Loire-Atlantique.

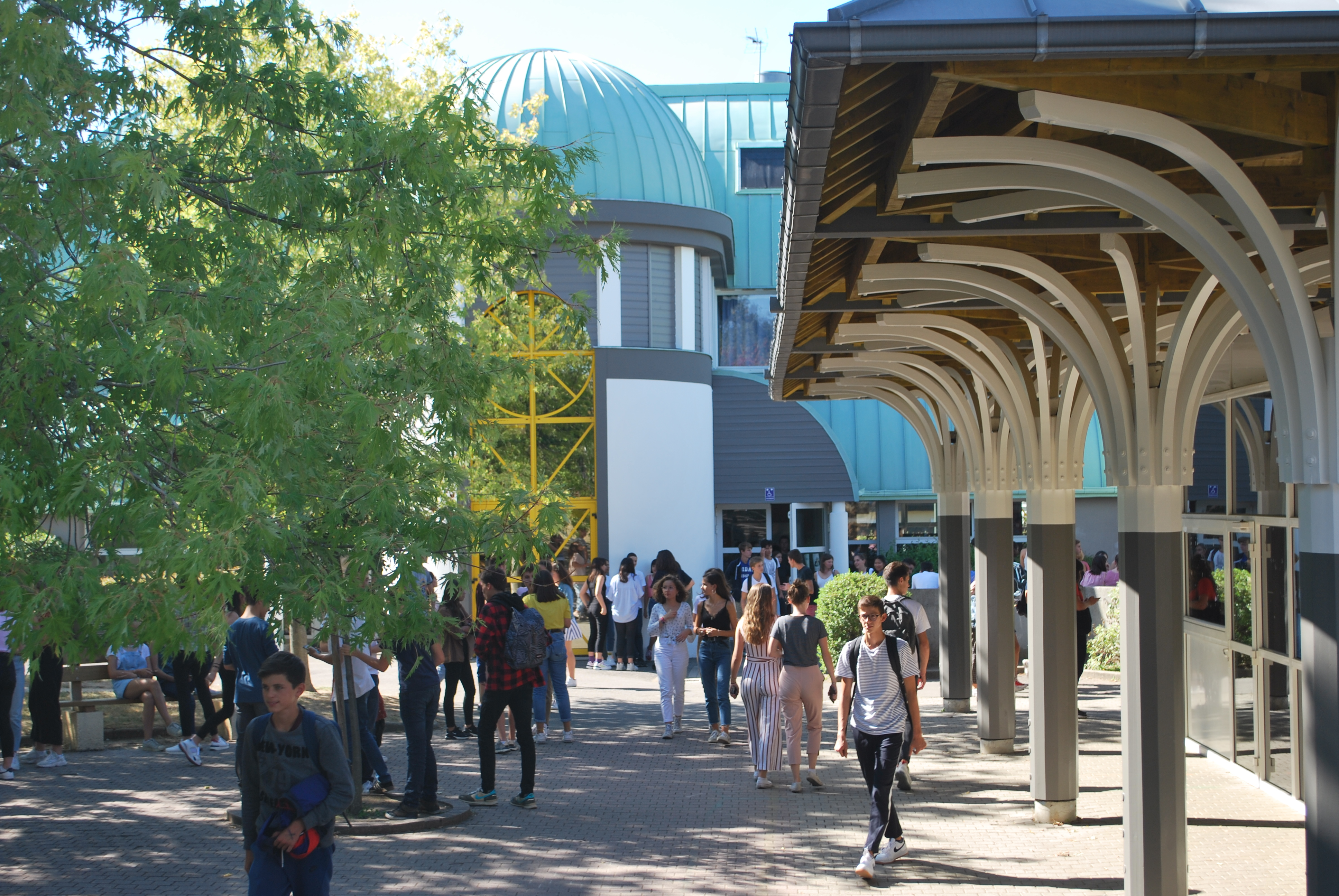
La cour du lycée en septembre 2019.

## Localisation
Le collège-lycée, mitoyen de la mairie de Doulon, se trouve également à proximité immédiate de la gare de Doulon.

## Origine du nom
« Notre-Dame-de-Toutes-Aides » est à l'origine le nom d'une chapelle qui fut édifiée durant la seconde moitié du XIe siècle par Constance de Normandie, duchesse de Bretagne, qui possédait à Doulon, le manoir du Petit-Blottereau (situé à proximité du Parc du Grand-Blottereau). Selon la légende, elle fit ériger ce sanctuaire dédié à la Vierge Marie, à la suite d'un vœu qu'elle aurait exaucé et qui se réalisa. La petite chapelle reconstruite vers 1610, laissa la place à une nouvelle église édifiée à la fin du XIXe siècle et se trouvant à environ 300 mètres de l'établissement.

## Historique
Le premier établissement était une école primaire qui fut fondée le 1er octobre 1869 à la demande du curé de la paroisse de Doulon. Quelques mois plus tard, un décret en date du 27 juillet 1870 autorisa la Congrégation des Sœurs de l'instruction chrétienne de Saint-Gildas-des-Bois à établir une école primaire de filles et un pensionnat. Les frères Lamennais ont également ouvert un pensionnat de garçons à Doulon en 1852.
En 1917, l'institution comptait 150 élèves, parmi lesquelles 70 à 80 futures institutrices de l'enseignement catholique.
En 1932, une section technique, puis une autre, dédiée au commerce furent ouverte, et prirent rapidement de l'importance, à tel point que cette dernière section fut transférée à l'école Saint-Félix. La section technique sera finalement fermée, afin que l'établissement puisse se consacrer uniquement à l'enseignement général.
En 1975, Notre-Dame-de-Toutes-Aides s'ouvre à la mixité et, un an plus tard, un laïc en prend la direction pour la première fois.

### Attaque mortelle au couteau
Le 24 avril 2025, une attaque au couteau a lieu au sein de l'établissement : un élève de seconde poignarde mortellement une élève et en blesse trois autres dont un grièvement après avoir envoyé le matin même un mail à l'ensemble des élèves de l'établissement contenant un document de treize pages. Réputé dans son lycée comme étant fasciné par Adolf Hitler, l'attaquant partage à ses camarades de lycée un manifeste écologiste radical peu avant son passage à l'acte.

## Classement du lycée
En 2015, le lycée se classe 10e sur 46 au niveau départemental quant à la qualité d'enseignement, et 370e sur 2311 au niveau national. Le classement s'établit sur trois critères : le taux de réussite au bac, la proportion d'élèves de première qui obtient le baccalauréat en ayant fait les deux dernières années de leur scolarité dans l'établissement, et la valeur ajoutée (calculée à partir de l'origine sociale des élèves, de leur âge et de leurs résultats au diplôme national du brevet).
En 2018, le lycée se classe 5e sur 49 au niveau départemental quant à la qualité d'enseignement, et 151e sur 2277 au niveau national selon le journal L'express.  

## Enseignement

### Second cycle
Depuis la rentrée 2019, avec la réforme du lycée, de nombreuses spécialités y sont proposées : Mathématiques, SPC, SVT, SES, HLP (Humanités-Littérature et Philosophie), HGGPSP (Histoire-Géo Géopolitique & Sciences Politiques), LLCE (Langue Littérature & Culture étrangère) Anglais, LLCE Espagnol et LCA (Langue et Culture de l'Antiquité).

### Langues
L'établissement propose en 6e, en plus de l'anglais, un parcours bi-langue anglais-allemand depuis la rentrée 2018. En 5e, les élèves ont le choix, pour la LVB, entre l'italien ou l'espagnol. Les élèves du parcours bi-langue anglais-allemand, poursuivent les deux langues jusqu'à la troisième. En seconde, l'allemand, l'espagnol et l'italien sont proposés en LVB, l'italien est aussi proposé en LVC. De nombreux voyages linguistiques sont organisés en Irlande, en Allemagne (à Bayreuth), en Italie (à Ferrare), en Espagne. Les élèves ont également la possibilité d'apprendre le latin dès le collège.

### Options
Le théâtre est très présent dès la 6e jusqu'en classe de terminale, où les lycéens peuvent le présenter en option facultative.

## Compléments